# Lijst van planetoïden 65501-65600
| Naam                  | Voorlopige naamgeving | Datum ontdekking  | Locatie ontdekking | Ontdekker                                              |
| --------------------- | --------------------- | ----------------- | ------------------ | ------------------------------------------------------ |
| (65501) -             | 2766 P-L              | 24 september 1960 | Palomar            | C. J. van Houten, I. van Houten-Groeneveld, T. Gehrels |
| (65502) -             | 2856 P-L              | 24 september 1960 | Palomar            | C. J. van Houten, I. van Houten-Groeneveld, T. Gehrels |
| (65503) -             | 3028 P-L              | 24 september 1960 | Palomar            | C. J. van Houten, I. van Houten-Groeneveld, T. Gehrels |
| (65504) -             | 3544 P-L              | 17 oktober 1960   | Palomar            | C. J. van Houten, I. van Houten-Groeneveld, T. Gehrels |
| (65505) -             | 4085 P-L              | 24 september 1960 | Palomar            | C. J. van Houten, I. van Houten-Groeneveld, T. Gehrels |
| (65506) -             | 4102 P-L              | 24 september 1960 | Palomar            | C. J. van Houten, I. van Houten-Groeneveld, T. Gehrels |
| (65507) -             | 4151 P-L              | 24 september 1960 | Palomar            | C. J. van Houten, I. van Houten-Groeneveld, T. Gehrels |
| (65508) -             | 4179 P-L              | 24 september 1960 | Palomar            | C. J. van Houten, I. van Houten-Groeneveld, T. Gehrels |
| (65509) -             | 4186 P-L              | 24 september 1960 | Palomar            | C. J. van Houten, I. van Houten-Groeneveld, T. Gehrels |
| (65510) -             | 4241 P-L              | 24 september 1960 | Palomar            | C. J. van Houten, I. van Houten-Groeneveld, T. Gehrels |
| (65511) -             | 4243 P-L              | 24 september 1960 | Palomar            | C. J. van Houten, I. van Houten-Groeneveld, T. Gehrels |
| (65512) -             | 4246 P-L              | 24 september 1960 | Palomar            | C. J. van Houten, I. van Houten-Groeneveld, T. Gehrels |
| (65513) -             | 4258 P-L              | 24 september 1960 | Palomar            | C. J. van Houten, I. van Houten-Groeneveld, T. Gehrels |
| (65514) -             | 4270 P-L              | 24 september 1960 | Palomar            | C. J. van Houten, I. van Houten-Groeneveld, T. Gehrels |
| (65515) -             | 4712 P-L              | 24 september 1960 | Palomar            | C. J. van Houten, I. van Houten-Groeneveld, T. Gehrels |
| (65516) -             | 4726 P-L              | 24 september 1960 | Palomar            | C. J. van Houten, I. van Houten-Groeneveld, T. Gehrels |
| (65517) -             | 4759 P-L              | 24 september 1960 | Palomar            | C. J. van Houten, I. van Houten-Groeneveld, T. Gehrels |
| (65518) -             | 4838 P-L              | 24 september 1960 | Palomar            | C. J. van Houten, I. van Houten-Groeneveld, T. Gehrels |
| (65519) -             | 4853 P-L              | 24 september 1960 | Palomar            | C. J. van Houten, I. van Houten-Groeneveld, T. Gehrels |
| (65520) -             | 4857 P-L              | 24 september 1960 | Palomar            | C. J. van Houten, I. van Houten-Groeneveld, T. Gehrels |
| (65521) -             | 4894 P-L              | 24 september 1960 | Palomar            | C. J. van Houten, I. van Houten-Groeneveld, T. Gehrels |
| (65522) -             | 5570 P-L              | 22 oktober 1960   | Palomar            | C. J. van Houten, I. van Houten-Groeneveld, T. Gehrels |
| (65523) -             | 5578 P-L              | 24 september 1960 | Palomar            | C. J. van Houten, I. van Houten-Groeneveld, T. Gehrels |
| (65524) -             | 5585 P-L              | 22 oktober 1960   | Palomar            | C. J. van Houten, I. van Houten-Groeneveld, T. Gehrels |
| (65525) -             | 6052 P-L              | 24 september 1960 | Palomar            | C. J. van Houten, I. van Houten-Groeneveld, T. Gehrels |
| (65526) -             | 6075 P-L              | 24 september 1960 | Palomar            | C. J. van Houten, I. van Houten-Groeneveld, T. Gehrels |
| (65527) -             | 6099 P-L              | 24 september 1960 | Palomar            | C. J. van Houten, I. van Houten-Groeneveld, T. Gehrels |
| (65528) -             | 6118 P-L              | 24 september 1960 | Palomar            | C. J. van Houten, I. van Houten-Groeneveld, T. Gehrels |
| (65529) -             | 6200 P-L              | 24 september 1960 | Palomar            | C. J. van Houten, I. van Houten-Groeneveld, T. Gehrels |
| (65530) -             | 6216 P-L              | 24 september 1960 | Palomar            | C. J. van Houten, I. van Houten-Groeneveld, T. Gehrels |
| (65531) -             | 6296 P-L              | 24 september 1960 | Palomar            | C. J. van Houten, I. van Houten-Groeneveld, T. Gehrels |
| (65532) -             | 6389 P-L              | 24 september 1960 | Palomar            | C. J. van Houten, I. van Houten-Groeneveld, T. Gehrels |
| (65533) -             | 6592 P-L              | 24 september 1960 | Palomar            | C. J. van Houten, I. van Houten-Groeneveld, T. Gehrels |
| (65534) -             | 6711 P-L              | 24 september 1960 | Palomar            | C. J. van Houten, I. van Houten-Groeneveld, T. Gehrels |
| (65535) -             | 6773 P-L              | 24 september 1960 | Palomar            | C. J. van Houten, I. van Houten-Groeneveld, T. Gehrels |
| (65536) -             | 6826 P-L              | 24 september 1960 | Palomar            | C. J. van Houten, I. van Houten-Groeneveld, T. Gehrels |
| (65537) -             | 6855 P-L              | 24 september 1960 | Palomar            | C. J. van Houten, I. van Houten-Groeneveld, T. Gehrels |
| (65538) -             | 7561 P-L              | 17 oktober 1960   | Palomar            | C. J. van Houten, I. van Houten-Groeneveld, T. Gehrels |
| (65539) -             | 7562 P-L              | 17 oktober 1960   | Palomar            | C. J. van Houten, I. van Houten-Groeneveld, T. Gehrels |
| (65540) -             | 7628 P-L              | 17 oktober 1960   | Palomar            | C. J. van Houten, I. van Houten-Groeneveld, T. Gehrels |
| (65541) Kasbek        | 9593 P-L              | 17 oktober 1960   | Palomar            | C. J. van Houten, I. van Houten-Groeneveld, T. Gehrels |
| (65542) -             | 1143 T-1              | 25 maart 1971     | Palomar            | C. J. van Houten, I. van Houten-Groeneveld, T. Gehrels |
| (65543) -             | 1223 T-1              | 25 maart 1971     | Palomar            | C. J. van Houten, I. van Houten-Groeneveld, T. Gehrels |
| (65544) -             | 2233 T-1              | 25 maart 1971     | Palomar            | C. J. van Houten, I. van Houten-Groeneveld, T. Gehrels |
| (65545) -             | 2235 T-1              | 25 maart 1971     | Palomar            | C. J. van Houten, I. van Houten-Groeneveld, T. Gehrels |
| (65546) -             | 3256 T-1              | 26 maart 1971     | Palomar            | C. J. van Houten, I. van Houten-Groeneveld, T. Gehrels |
| (65547) -             | 3337 T-1              | 26 maart 1971     | Palomar            | C. J. van Houten, I. van Houten-Groeneveld, T. Gehrels |
| (65548) -             | 4311 T-1              | 26 maart 1971     | Palomar            | C. J. van Houten, I. van Houten-Groeneveld, T. Gehrels |
| (65549) -             | 4869 T-1              | 13 mei 1971       | Palomar            | C. J. van Houten, I. van Houten-Groeneveld, T. Gehrels |
| (65550) -             | 1062 T-2              | 29 september 1973 | Palomar            | C. J. van Houten, I. van Houten-Groeneveld, T. Gehrels |
| (65551) -             | 1206 T-2              | 29 september 1973 | Palomar            | C. J. van Houten, I. van Houten-Groeneveld, T. Gehrels |
| (65552) -             | 1261 T-2              | 29 september 1973 | Palomar            | C. J. van Houten, I. van Houten-Groeneveld, T. Gehrels |
| (65553) -             | 1297 T-2              | 29 september 1973 | Palomar            | C. J. van Houten, I. van Houten-Groeneveld, T. Gehrels |
| (65554) -             | 1350 T-2              | 29 september 1973 | Palomar            | C. J. van Houten, I. van Houten-Groeneveld, T. Gehrels |
| (65555) -             | 1464 T-2              | 29 september 1973 | Palomar            | C. J. van Houten, I. van Houten-Groeneveld, T. Gehrels |
| (65556) -             | 1541 T-2              | 29 september 1973 | Palomar            | C. J. van Houten, I. van Houten-Groeneveld, T. Gehrels |
| (65557) -             | 1606 T-2              | 24 september 1973 | Palomar            | C. J. van Houten, I. van Houten-Groeneveld, T. Gehrels |
| (65558) -             | 1611 T-2              | 24 september 1973 | Palomar            | C. J. van Houten, I. van Houten-Groeneveld, T. Gehrels |
| (65559) -             | 2065 T-2              | 29 september 1973 | Palomar            | C. J. van Houten, I. van Houten-Groeneveld, T. Gehrels |
| (65560) -             | 2175 T-2              | 29 september 1973 | Palomar            | C. J. van Houten, I. van Houten-Groeneveld, T. Gehrels |
| (65561) -             | 2195 T-2              | 29 september 1973 | Palomar            | C. J. van Houten, I. van Houten-Groeneveld, T. Gehrels |
| (65562) -             | 2219 T-2              | 29 september 1973 | Palomar            | C. J. van Houten, I. van Houten-Groeneveld, T. Gehrels |
| (65563) -             | 2238 T-2              | 29 september 1973 | Palomar            | C. J. van Houten, I. van Houten-Groeneveld, T. Gehrels |
| (65564) -             | 2264 T-2              | 29 september 1973 | Palomar            | C. J. van Houten, I. van Houten-Groeneveld, T. Gehrels |
| (65565) -             | 2300 T-2              | 29 september 1973 | Palomar            | C. J. van Houten, I. van Houten-Groeneveld, T. Gehrels |
| (65566) -             | 3022 T-2              | 30 september 1973 | Palomar            | C. J. van Houten, I. van Houten-Groeneveld, T. Gehrels |
| (65567) -             | 3039 T-2              | 30 september 1973 | Palomar            | C. J. van Houten, I. van Houten-Groeneveld, T. Gehrels |
| (65568) -             | 3105 T-2              | 30 september 1973 | Palomar            | C. J. van Houten, I. van Houten-Groeneveld, T. Gehrels |
| (65569) -             | 3127 T-2              | 30 september 1973 | Palomar            | C. J. van Houten, I. van Houten-Groeneveld, T. Gehrels |
| (65570) -             | 3139 T-2              | 30 september 1973 | Palomar            | C. J. van Houten, I. van Houten-Groeneveld, T. Gehrels |
| (65571) -             | 3165 T-2              | 30 september 1973 | Palomar            | C. J. van Houten, I. van Houten-Groeneveld, T. Gehrels |
| (65572) -             | 3173 T-2              | 30 september 1973 | Palomar            | C. J. van Houten, I. van Houten-Groeneveld, T. Gehrels |
| (65573) -             | 3203 T-2              | 30 september 1973 | Palomar            | C. J. van Houten, I. van Houten-Groeneveld, T. Gehrels |
| (65574) -             | 3229 T-2              | 30 september 1973 | Palomar            | C. J. van Houten, I. van Houten-Groeneveld, T. Gehrels |
| (65575) -             | 3245 T-2              | 30 september 1973 | Palomar            | C. J. van Houten, I. van Houten-Groeneveld, T. Gehrels |
| (65576) -             | 3277 T-2              | 30 september 1973 | Palomar            | C. J. van Houten, I. van Houten-Groeneveld, T. Gehrels |
| (65577) -             | 3324 T-2              | 25 september 1973 | Palomar            | C. J. van Houten, I. van Houten-Groeneveld, T. Gehrels |
| (65578) -             | 4137 T-2              | 29 september 1973 | Palomar            | C. J. van Houten, I. van Houten-Groeneveld, T. Gehrels |
| (65579) -             | 4173 T-2              | 29 september 1973 | Palomar            | C. J. van Houten, I. van Houten-Groeneveld, T. Gehrels |
| (65580) -             | 4181 T-2              | 29 september 1973 | Palomar            | C. J. van Houten, I. van Houten-Groeneveld, T. Gehrels |
| (65581) -             | 4275 T-2              | 29 september 1973 | Palomar            | C. J. van Houten, I. van Houten-Groeneveld, T. Gehrels |
| (65582) -             | 4362 T-2              | 30 september 1973 | Palomar            | C. J. van Houten, I. van Houten-Groeneveld, T. Gehrels |
| (65583) Theoklymenos  | 4646 T-2              | 30 september 1973 | Palomar            | C. J. van Houten, I. van Houten-Groeneveld, T. Gehrels |
| (65584) -             | 5051 T-2              | 25 september 1973 | Palomar            | C. J. van Houten, I. van Houten-Groeneveld, T. Gehrels |
| (65585) -             | 5064 T-2              | 25 september 1973 | Palomar            | C. J. van Houten, I. van Houten-Groeneveld, T. Gehrels |
| (65586) -             | 5160 T-2              | 25 september 1973 | Palomar            | C. J. van Houten, I. van Houten-Groeneveld, T. Gehrels |
| (65587) -             | 1033 T-3              | 17 oktober 1977   | Palomar            | C. J. van Houten, I. van Houten-Groeneveld, T. Gehrels |
| (65588) -             | 1086 T-3              | 17 oktober 1977   | Palomar            | C. J. van Houten, I. van Houten-Groeneveld, T. Gehrels |
| (65589) -             | 1122 T-3              | 17 oktober 1977   | Palomar            | C. J. van Houten, I. van Houten-Groeneveld, T. Gehrels |
| (65590) Archeptolemos | 1305 T-3              | 17 oktober 1977   | Palomar            | C. J. van Houten, I. van Houten-Groeneveld, T. Gehrels |
| (65591) -             | 2147 T-3              | 16 oktober 1977   | Palomar            | C. J. van Houten, I. van Houten-Groeneveld, T. Gehrels |
| (65592) -             | 2155 T-3              | 16 oktober 1977   | Palomar            | C. J. van Houten, I. van Houten-Groeneveld, T. Gehrels |
| (65593) -             | 2375 T-3              | 16 oktober 1977   | Palomar            | C. J. van Houten, I. van Houten-Groeneveld, T. Gehrels |
| (65594) -             | 2396 T-3              | 16 oktober 1977   | Palomar            | C. J. van Houten, I. van Houten-Groeneveld, T. Gehrels |
| (65595) -             | 2430 T-3              | 16 oktober 1977   | Palomar            | C. J. van Houten, I. van Houten-Groeneveld, T. Gehrels |
| (65596) -             | 3033 T-3              | 16 oktober 1977   | Palomar            | C. J. van Houten, I. van Houten-Groeneveld, T. Gehrels |
| (65597) -             | 3047 T-3              | 16 oktober 1977   | Palomar            | C. J. van Houten, I. van Houten-Groeneveld, T. Gehrels |
| (65598) -             | 3059 T-3              | 16 oktober 1977   | Palomar            | C. J. van Houten, I. van Houten-Groeneveld, T. Gehrels |
| (65599) -             | 3079 T-3              | 16 oktober 1977   | Palomar            | C. J. van Houten, I. van Houten-Groeneveld, T. Gehrels |
| (65600) -             | 3121 T-3              | 16 oktober 1977   | Palomar            | C. J. van Houten, I. van Houten-Groeneveld, T. Gehrels |